# Piotr Ślusarczyk
Piotr Jan Ślusarczyk (Legnica, 24 de Agosto de 1979) é um político da Polónia. Ele foi eleito para a Sejm em 25 de Setembro de 2005 com 7863 votos em 1 no distrito de Legnica, candidato pelas listas do partido Liga Polskich Rodzin.